# A megbélyegzett asszony (film, 1915)
A megbélyegzett asszony – címváltozat: A csalás – (eredeti cím: The Cheat) 1915-ben bemutatott amerikai némafilm Cecil B. DeMille rendezésében.

## Cselekmény
Edith Hardy a jótékonysági alap pénzéből részvényeket vásárol, hogy új ruhákat vegyen magának. A pénzt azonban elveszti, ezért az összeget kölcsönkéri barátjától, Haka Arakau-tól, a gazdag burmai férfitől. A férfi feltétele, hogy az asszony odaadja magát neki, ebben meg is állapodnak. Közben Edith férje, Richard nagy összeghez jut, és az asszony tőle kap pénzt, hogy állítólagos tartozását megadhassa. Amikor vissza akarja adni a csekket a burmainak, hogy ne kelljen „természetben fizetnie”, a feldühödött férfi tüzes vassal bélyeget üt Edith vállára jeléül annak, hogy az asszony az ő tulajdona. Edith védekezés közben rálő a férfira, majd elmenekül. Richard azonban gyanúsnak találta felesége magyarázkodását és követte őt a burmai lakásához. Amikor sebesülten találja Hakát, meglátja a fegyvert és a csekket, mindent megért. Megérkezik a rendőrség, és a férj magára vállalja a gyilkossági kísérlet vádját. A bírósági tárgyaláson Richard-t már majdnem elítélik, ám az utolsó percben Edith felfedi megbélyegzett vállát és feltárja az igazságot, hogy önvédelemből lőtt. Haka alig tudja elkerülni, hogy meglincseljék. Richard-t a bíróság felmenti.

## Korabeli fogadtatása
A film egyik központi figurája (Haka Arakau) kezdetben Hishuru Tori japán elefántcsont kereskedő volt, ám a japánok tiltakozása miatt a szereplő nevét és nemzetiségét megváltoztatták.
„Az Egyesült Államokban nem keltett különösebb visszhangot, de Franciaországban remekműnek tartották” – közli a film korabeli fogadtatásáról Georges Sadoul francia filmtörténész. Nagy elismeréssel írt róla többek között Léon Moussinac neves francia filmkritikus és Louis Delluc későbbi filmrendező is. „Az európai kritikusok Cecil B. de Mille művében a színészek diszkrét játékát, a premier plan rendszeres alkalmazását, a clair-obscur megvilágítást és Hector Turnbull vágástechnikáját csodálták.”
Filmtörténeti jelentőségére Zalán Vince filmkritikus is utal egy rövid jegyzetében: „Cecil B de Mille-nek A csalás c. filmje különleges szerepet játszik a francia filmművészetben. A század elején ez a mű jelentette „a” filmet, „az” amerikai filmet a francia rendezők számára.”
1937-ben a filmet francia címén (Forfaiture) újraforgatták, rendezte Marcel L’Herbier.

## Szereplők
- Fannie Ward – Edith Hardy
- Jack Dean – Richard Hardy
- Sessue Hayakawa – Hishuru Tori (eredeti változat) / Haka Arakau (1918-as változat)
- James Neill – Jones
- Yutaka Abe – Tori inasa
- Dana Ong – kerületi ügyész
- Hazel Childers – Mrs. Reynolds
- Arthur H. Williams – bíró
- Raymond Hatton – néző a tárgyalóteremben
- Dick La Reno – néző a tárgyalóteremben
- Lucien Littlefield – Hardy titkára